# Rosa mairei
Rosa mairei es una especie de planta del género Rosa, de la familia Rosaceae.

## Taxonomía
Rosa mairei fue descrita por H. Lév. en 1912.

## Distribución
Se encuentra en el territorio centro-sur de China y el Tíbet.